# Pteria
Genre
Synonymes
- voir paragraphe #Synonymes

Pteria est un genre de mollusques bivalves de la famille des Pteriidae qui comprend des huîtres perlières marines vivant le plus souvent sur les gorgones, et caractérisées par une excroissance pointue dans le prolongement de la charnière.

## Historique
Le genre Pteria est décrit en 1777 par Giovanni Antonio Scopoli. 

## Synonymes
- genre Austropteria Iredale, 1939[2]
- Avicula Bruguière, 1792[3]
- genre Avicula Bruguière, 1792[2]
- sous-genre Electroma (Pterelectroma) Iredale, 1939[2]
- genre Magnavicula Iredale, 1939[2]

## Liste d'espèces
Selon World Register of Marine Species (15 mars 2018) :
- Pteria admirabilis Wang, 2002
- Pteria aegyptiaca (Dillwyn, 1817)
- Pteria avicular (Holten, 1802)
- Pteria bernhardi (Iredale, 1939)
- Pteria broomei M. Huber, 2010
- Pteria brunnea (Pease, 1863)
- Pteria bulliformis Wang, 2002
- Pteria colymbus (Röding, 1798)
- Pteria cooki Lamprell & Healy, 1997
- Pteria dendronephthya Habe, 1960
- Pteria fibrosa (Reeve, 1857)
- Pteria formosa (Reeve, 1857)
- Pteria gregata (Reeve, 1857)
- Pteria heteroptera (Lamarck, 1819)
- Pteria hirundo (Linnaeus, 1758)
- Pteria howensis Lamprell & Healy, 1997
- Pteria lata (Gray in Eyre, 1845)
- Pteria levitata (Iredale, 1939)
- Pteria maccullochi (Iredale, 1939)
- Pteria maura (Reeve, 1857)
- Pteria oneroaensis (Powell & Bartrum, 1929) †
- Pteria peasei (Dunker, 1872)
- Pteria penguin (Röding, 1798)
- Pteria saltata (Iredale, 1931)
- Pteria spectrum (Reeve, 1857)
- Pteria sterna (Gould, 1851)
- Pteria straminea (Dunker, 1852)
- Pteria tortirostris (Dunker, 1849)
- Pteria triangularis Prashad, 1932
- Pteria venezuelensis (Dunker, 1872)

## Galerie

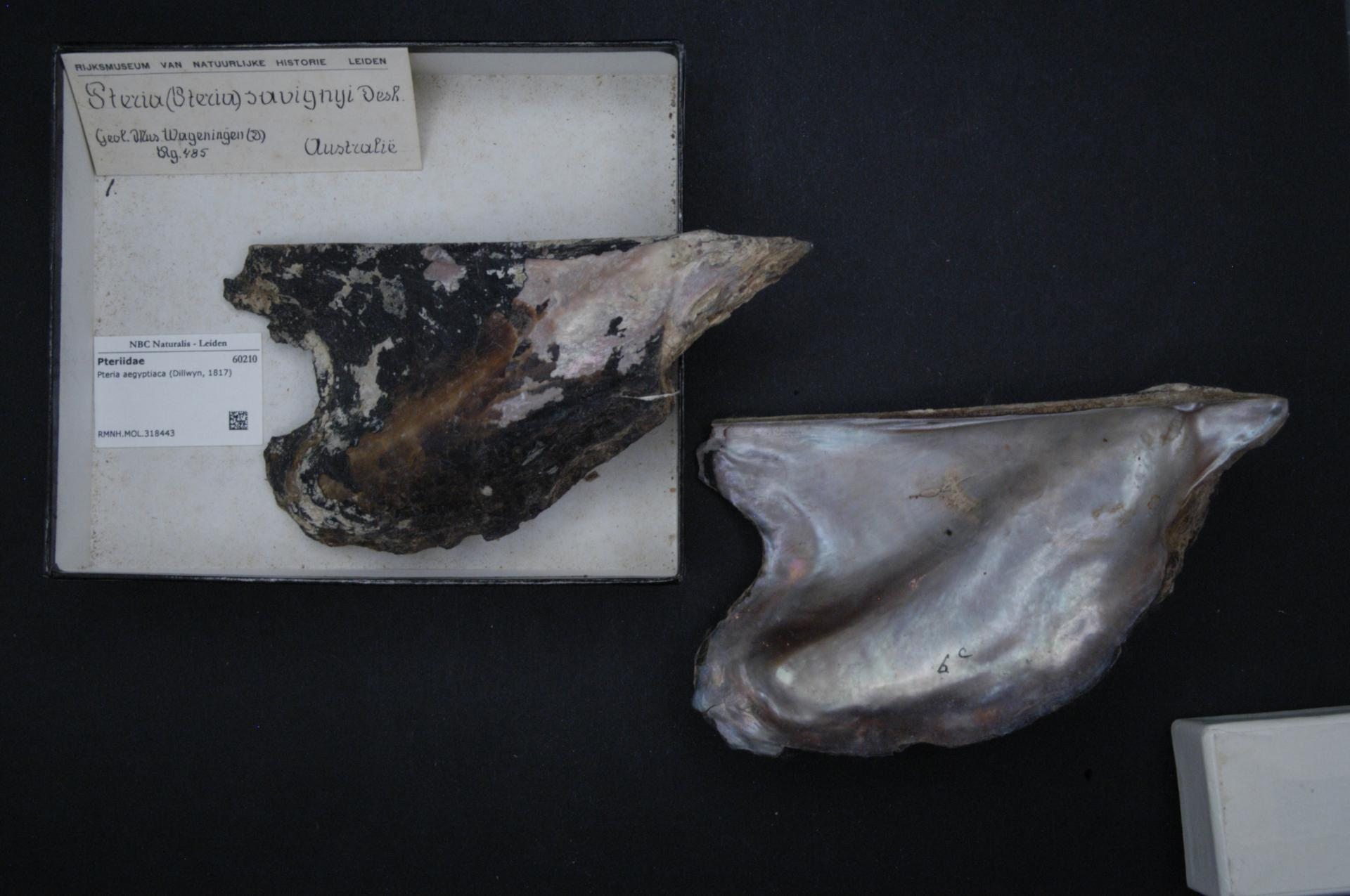
Pteria aegyptiaca
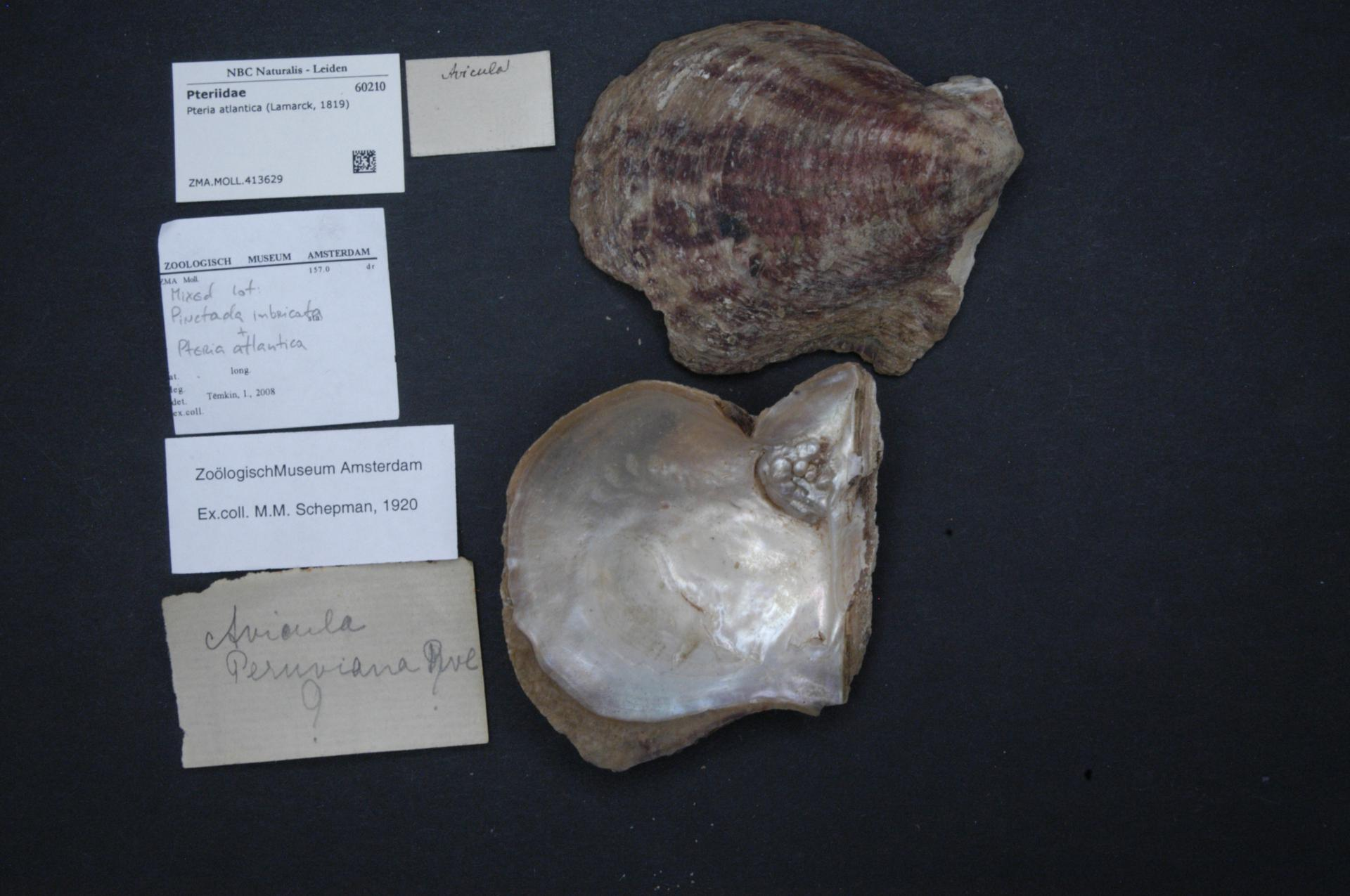
Pteria atlantica
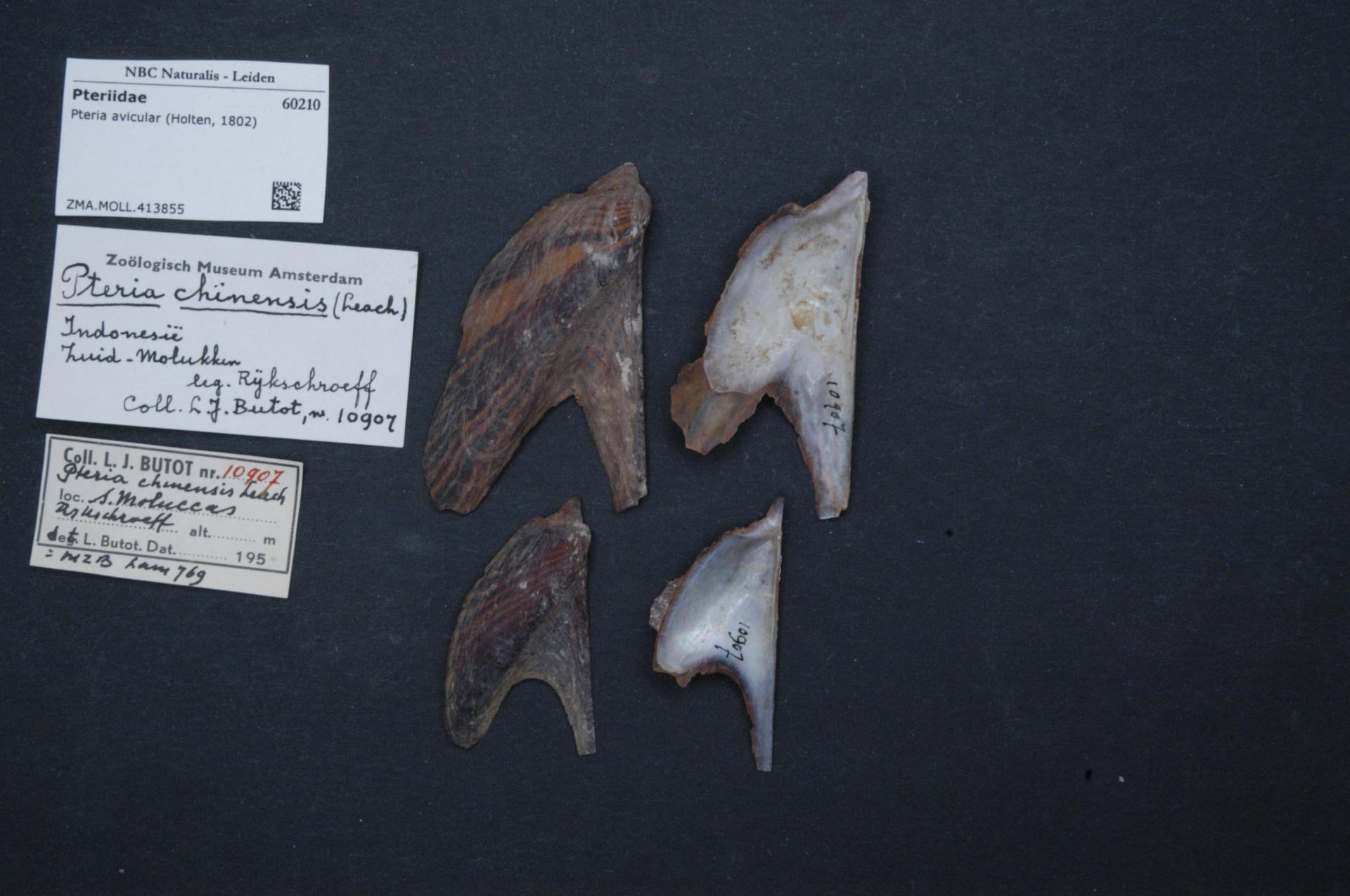
Pteria avicular
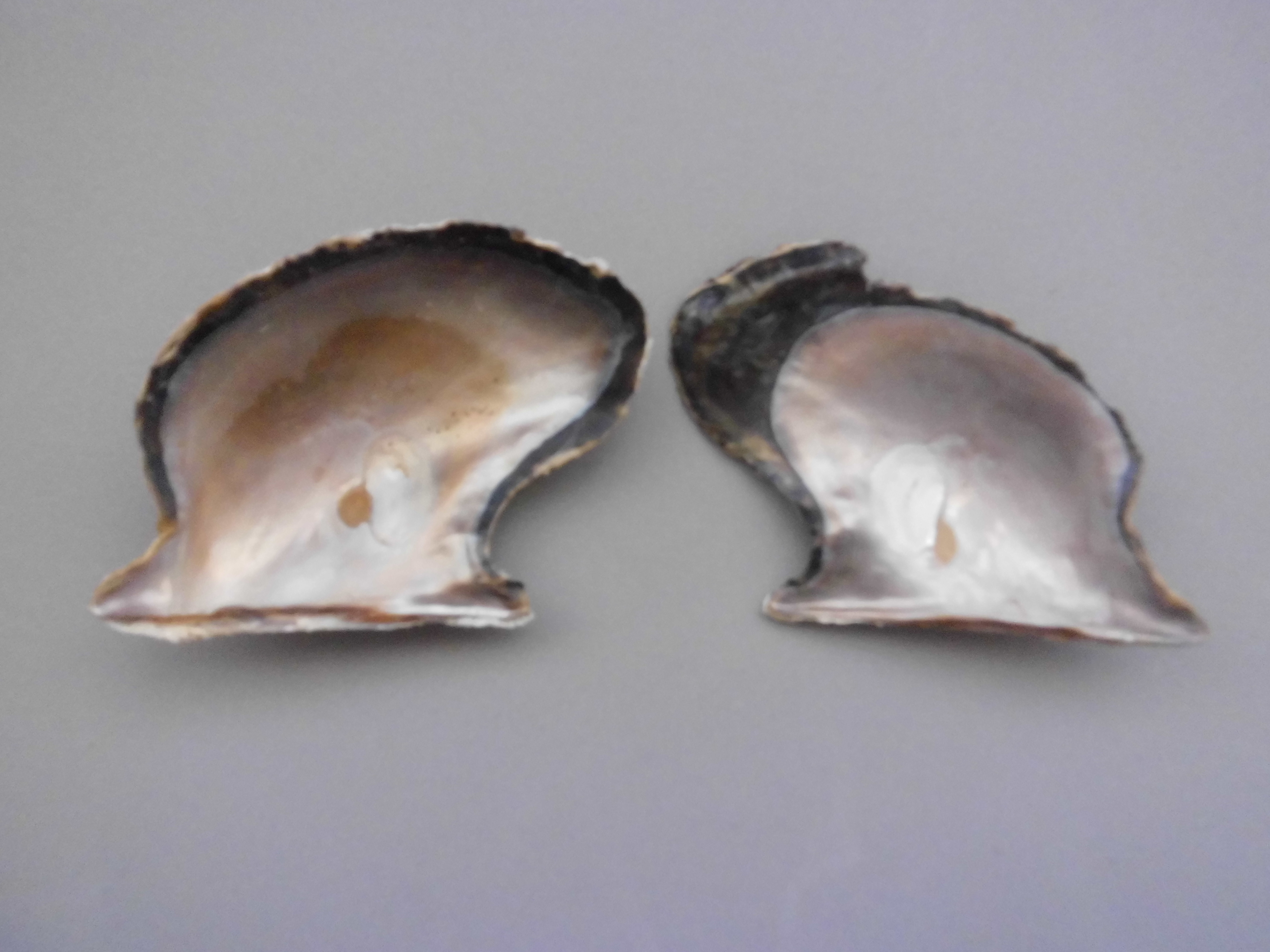
Pteria colymbus
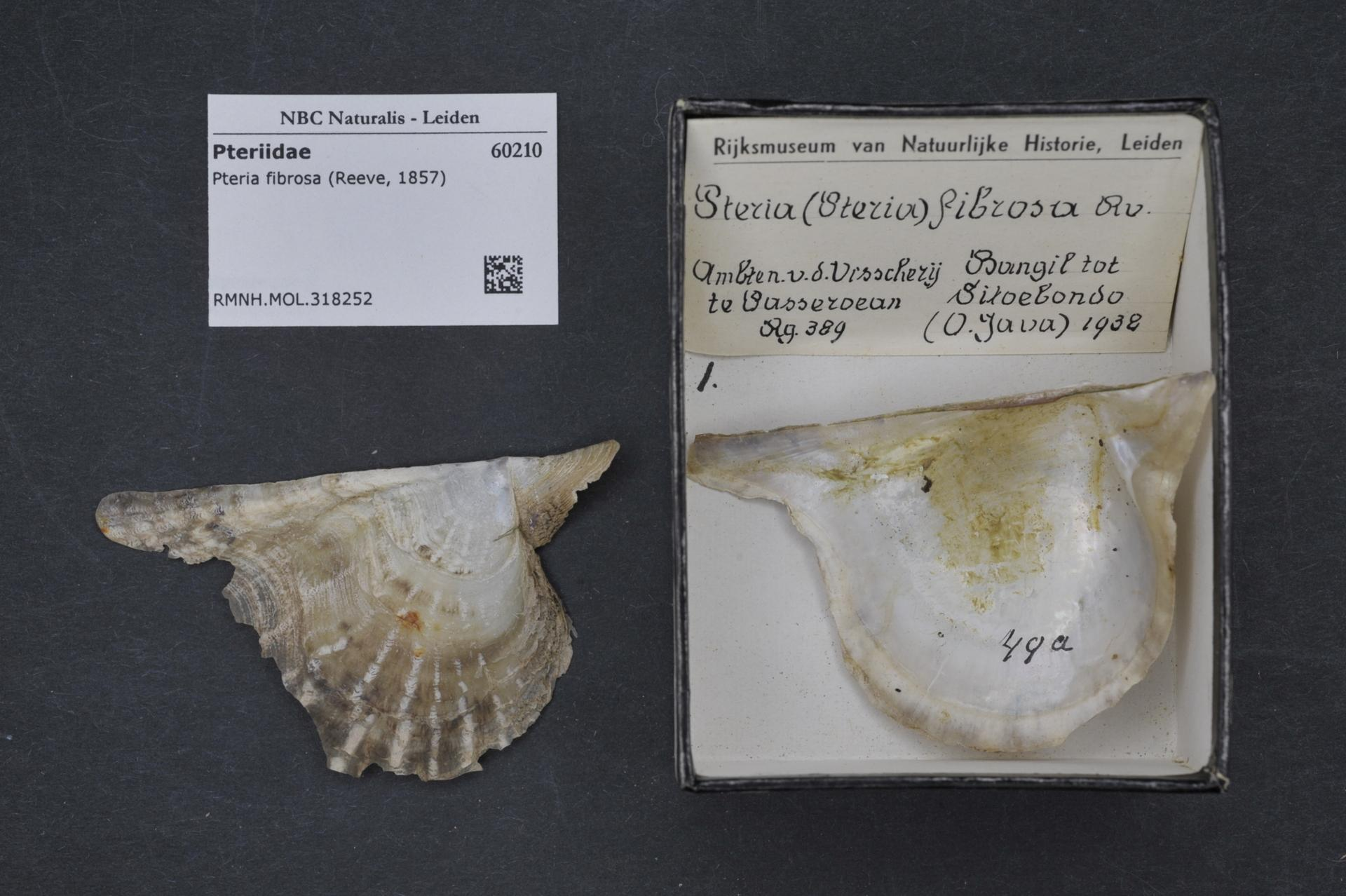
Pteria fibrosa
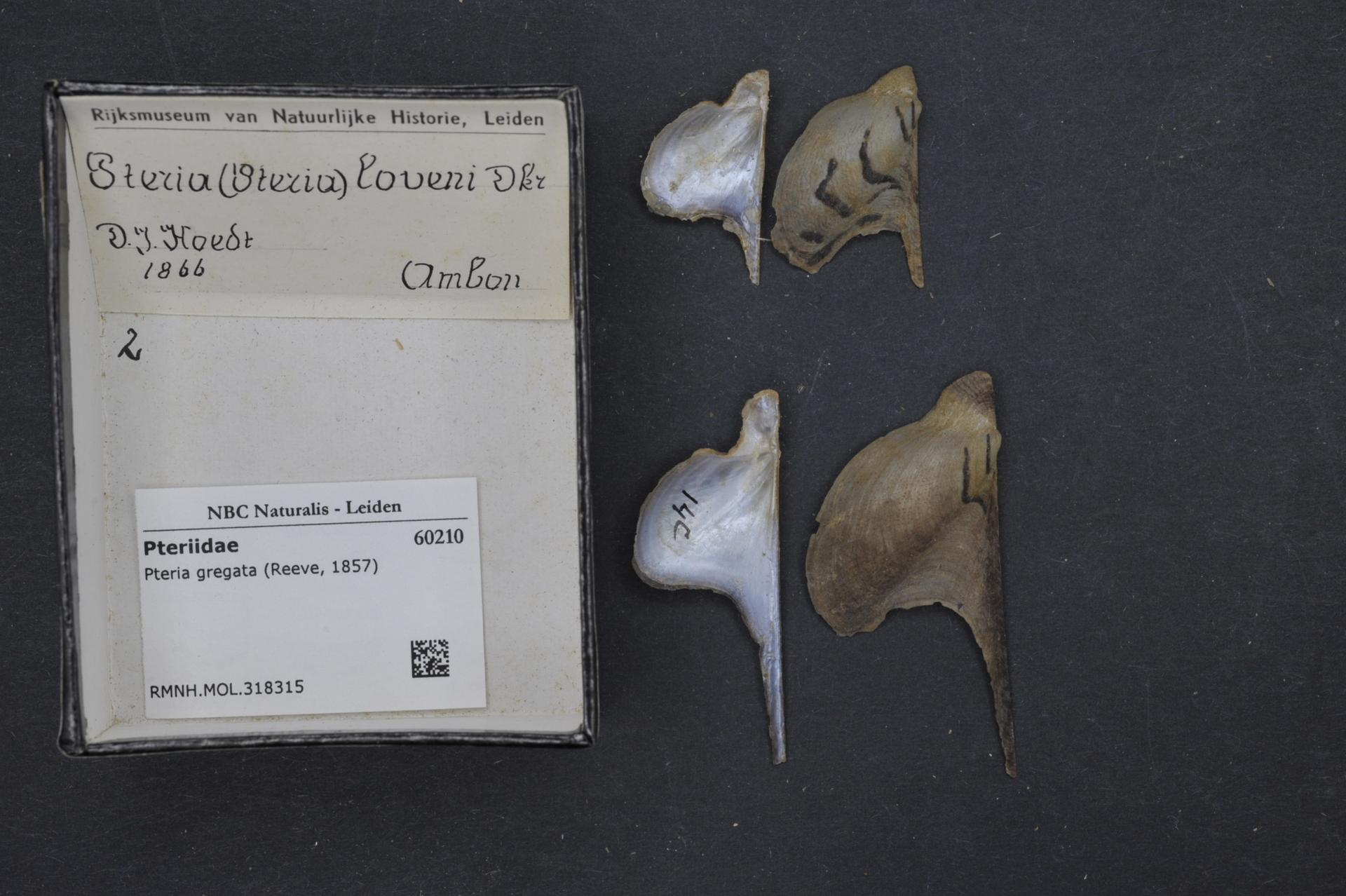
Pteria gregata
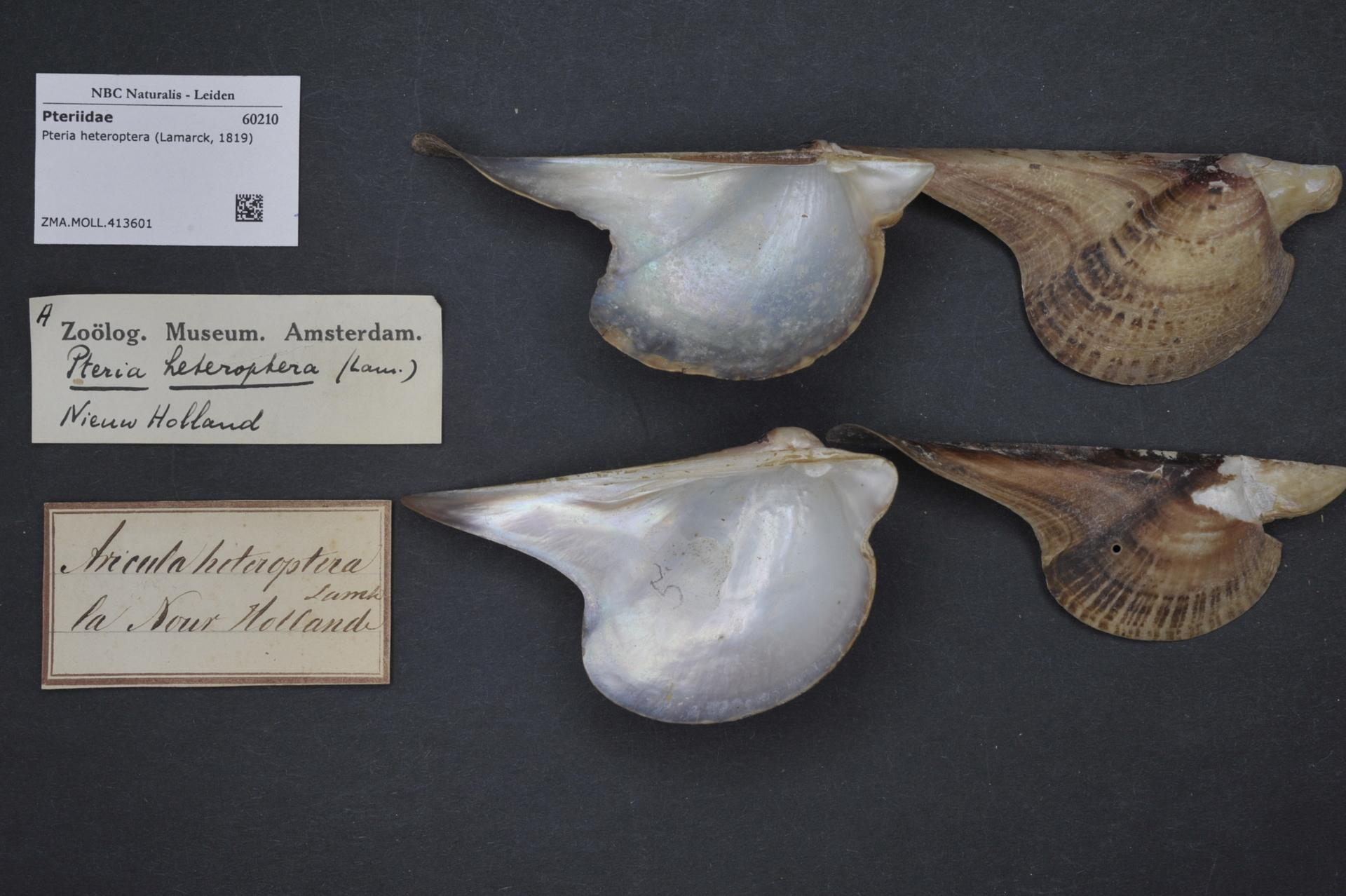
Pteria heteroptera
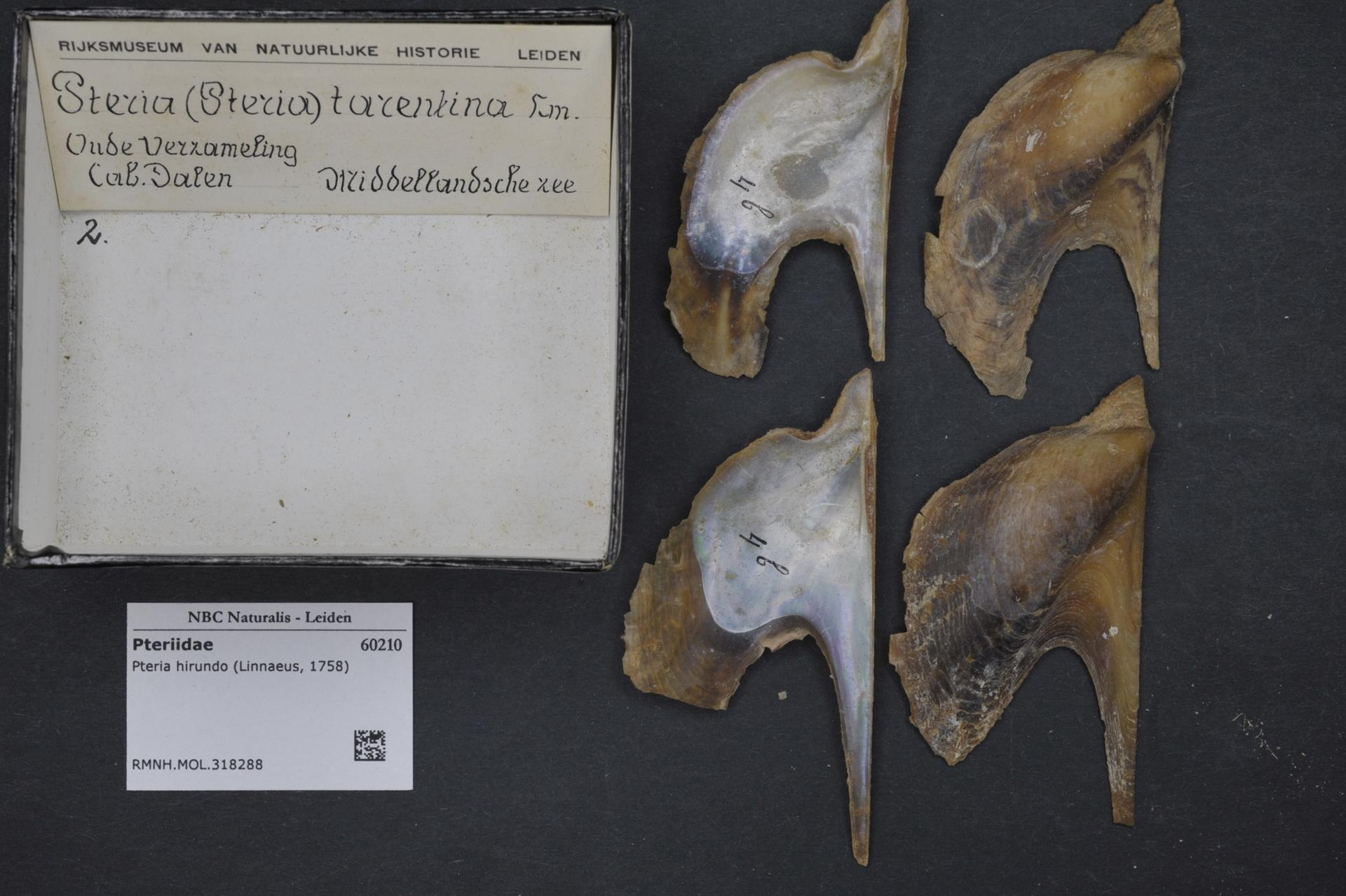
Pteria hirundo
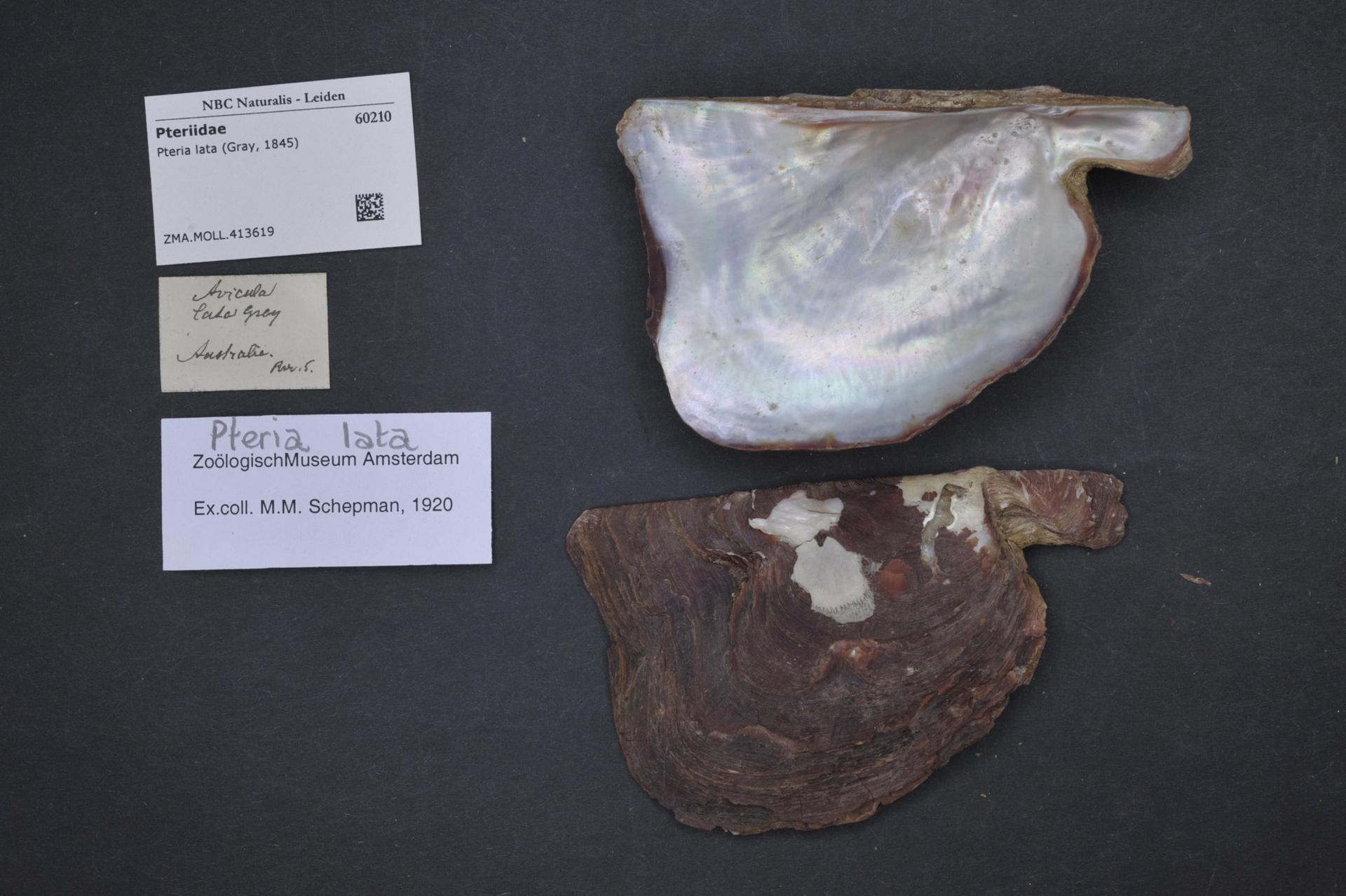
Pteria lata
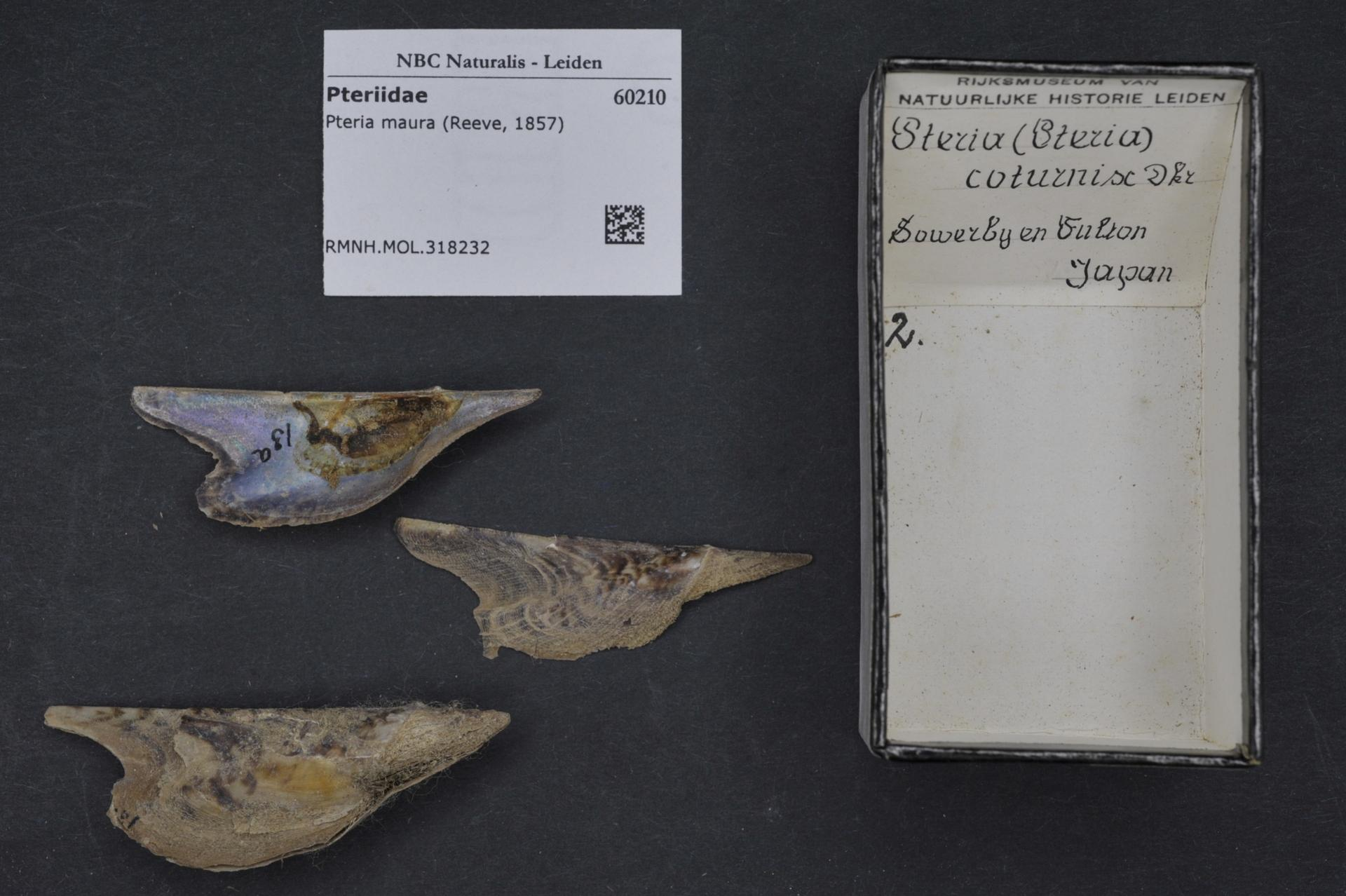
Pteria maura
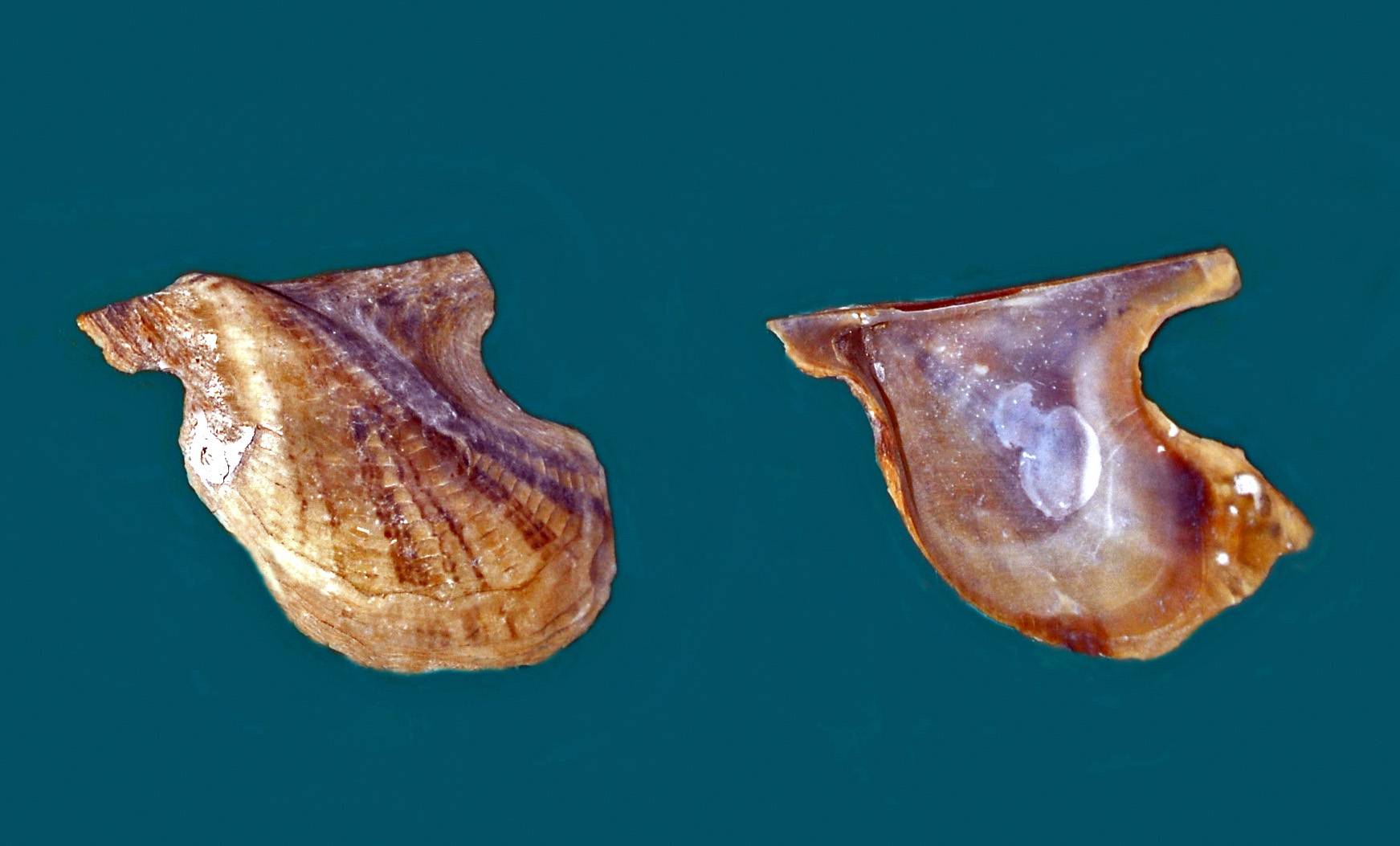
Pteria peasei
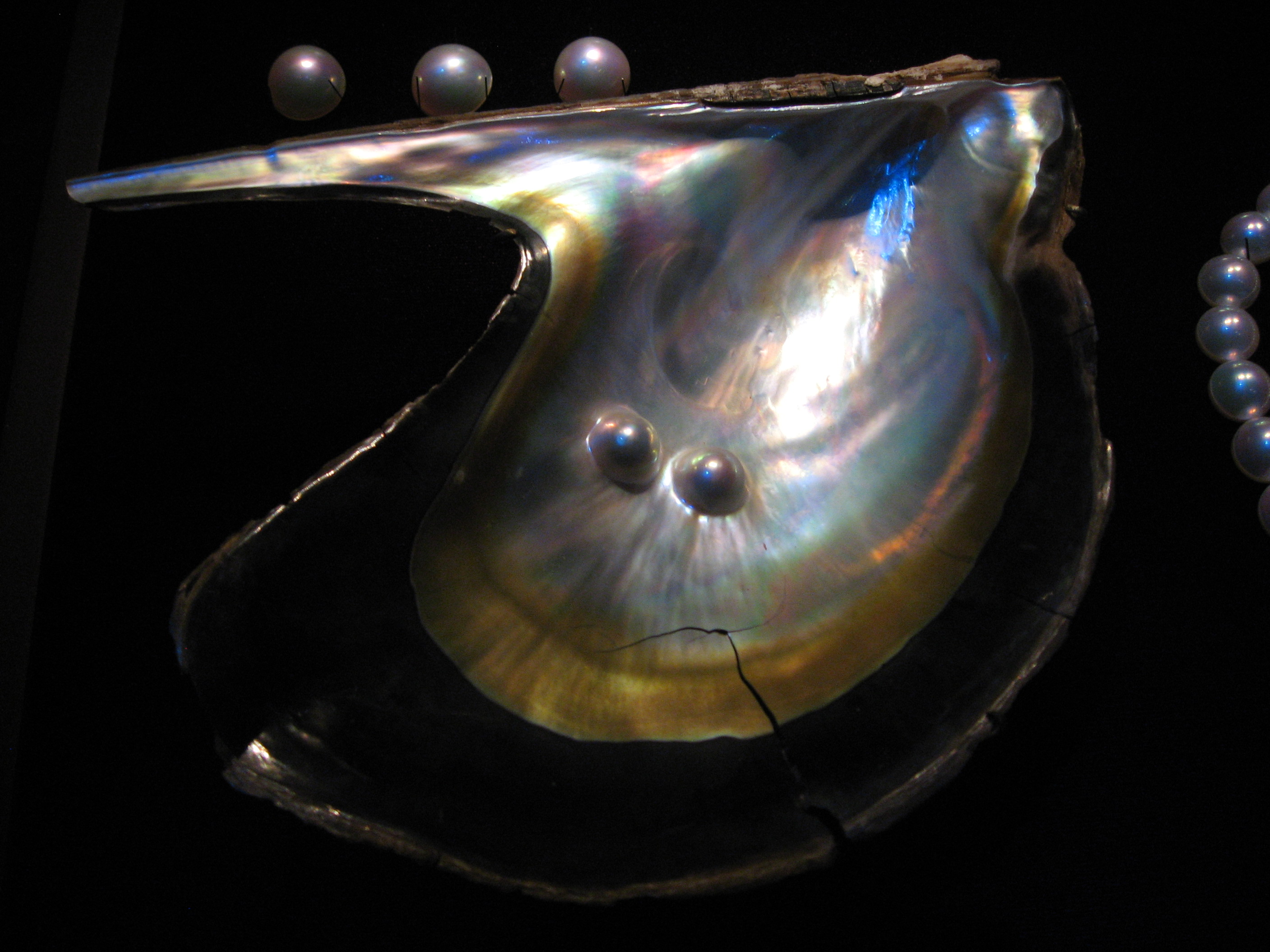
Pteria penguin
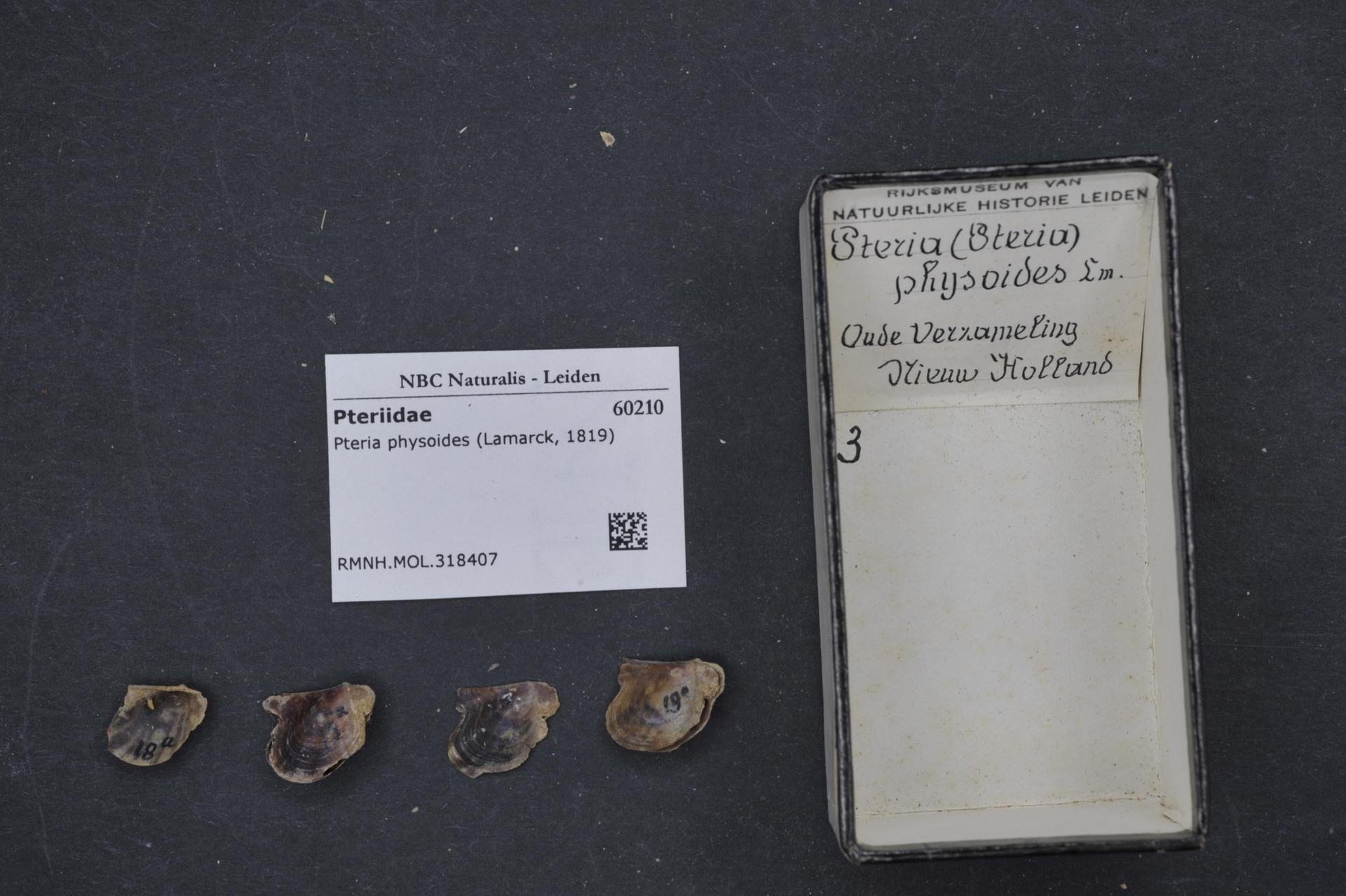
Pteria physoides
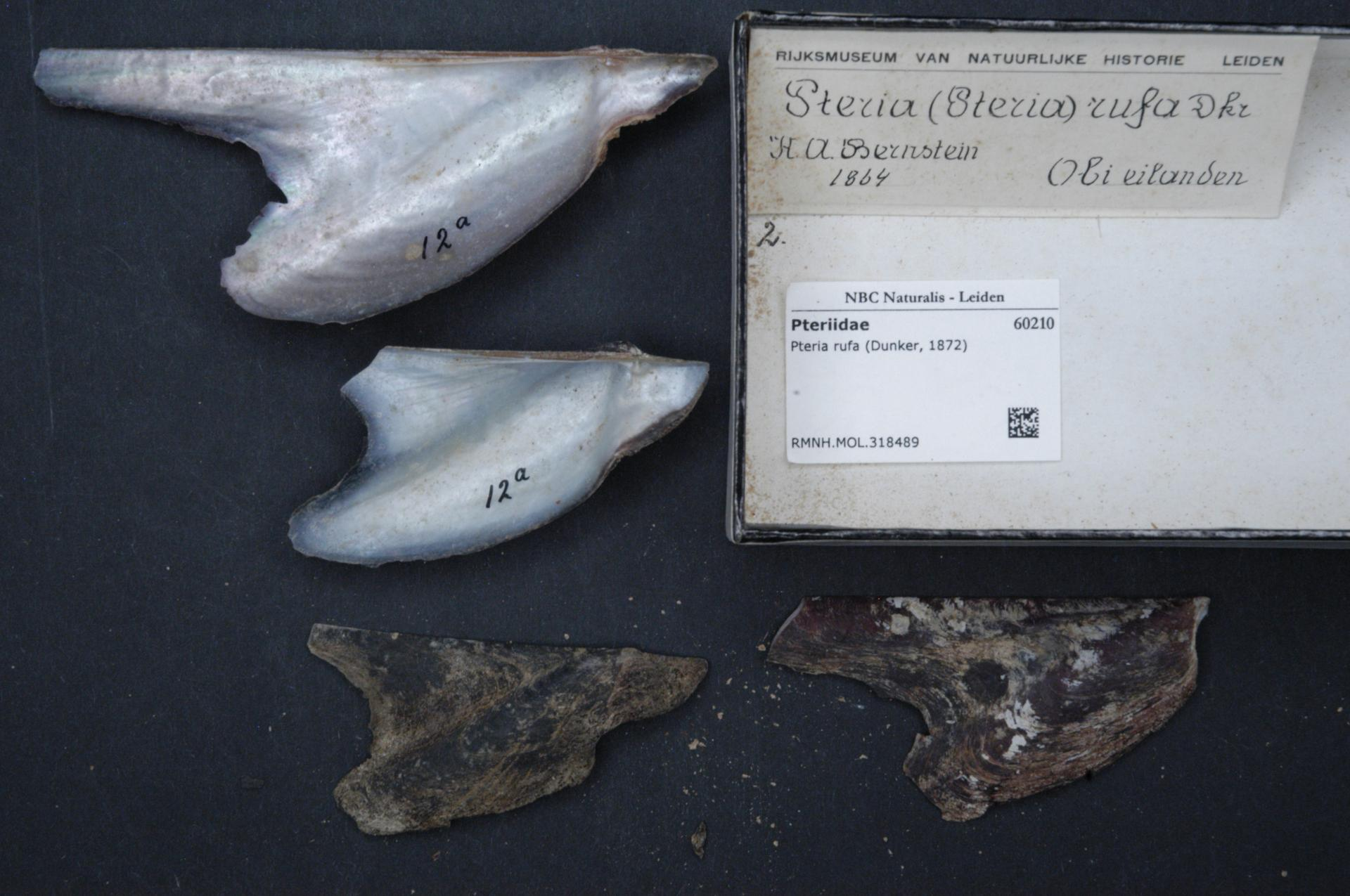
Pteria rufa
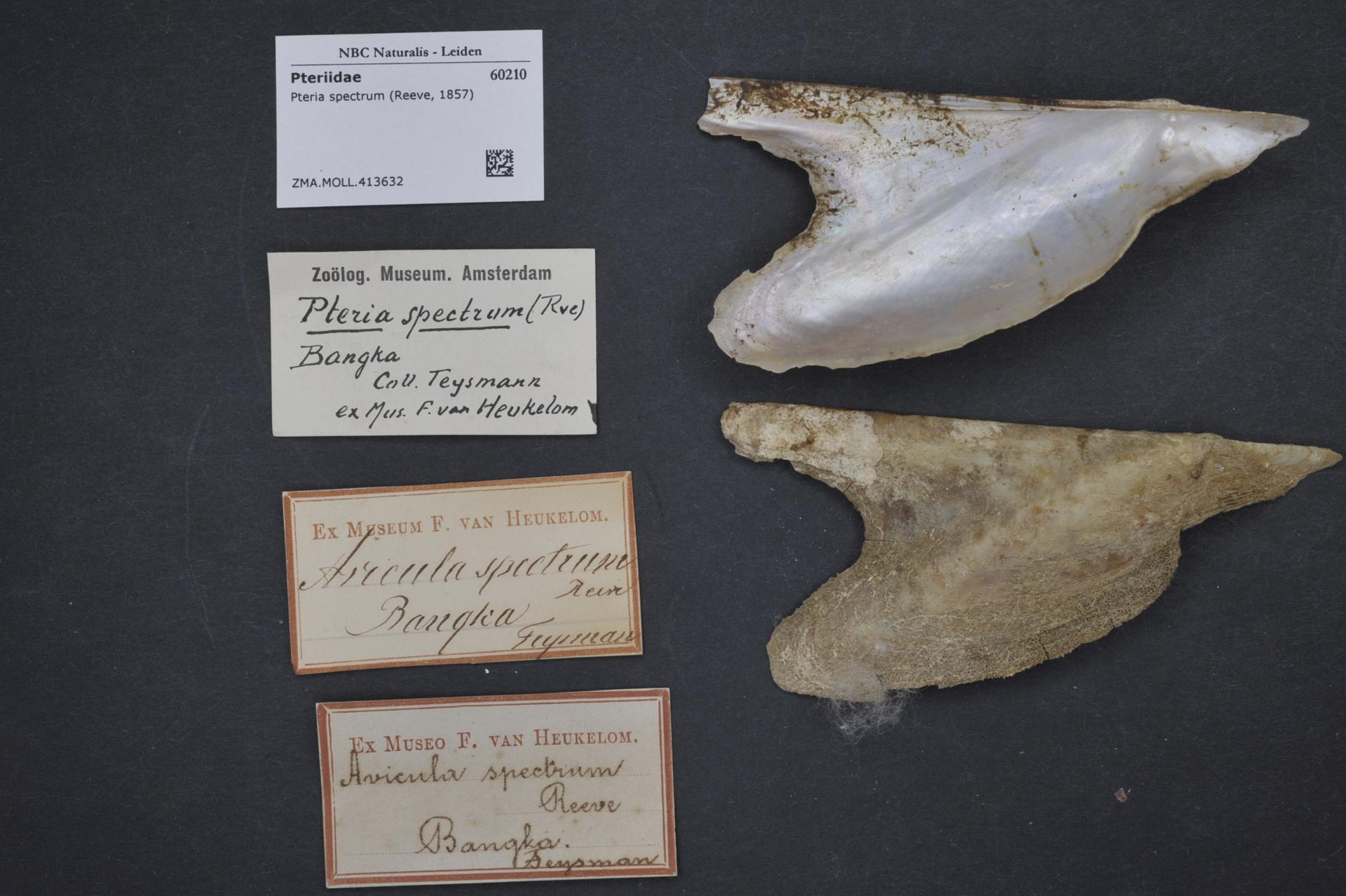
Pteria spectrum
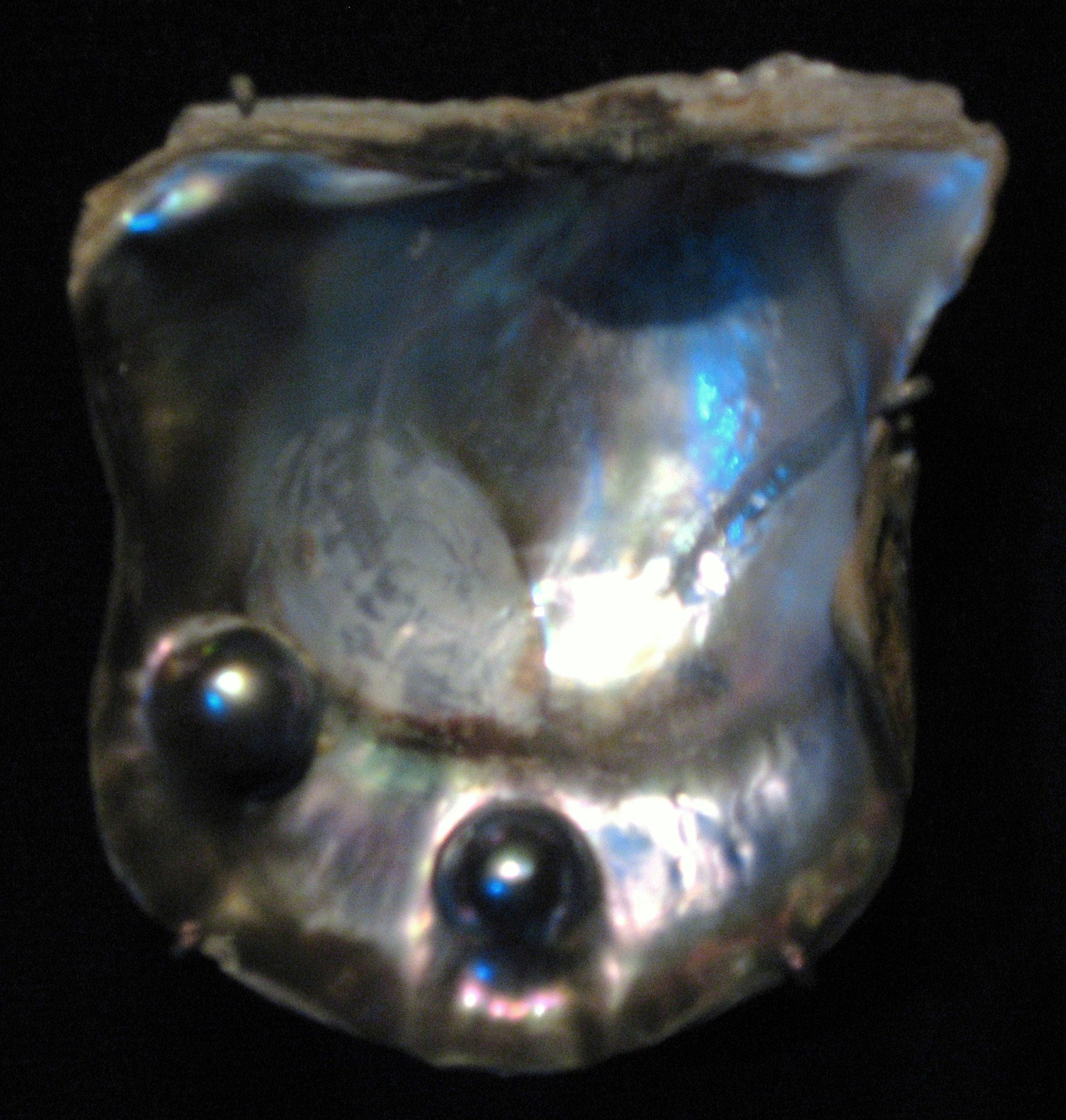
Pteria sterna
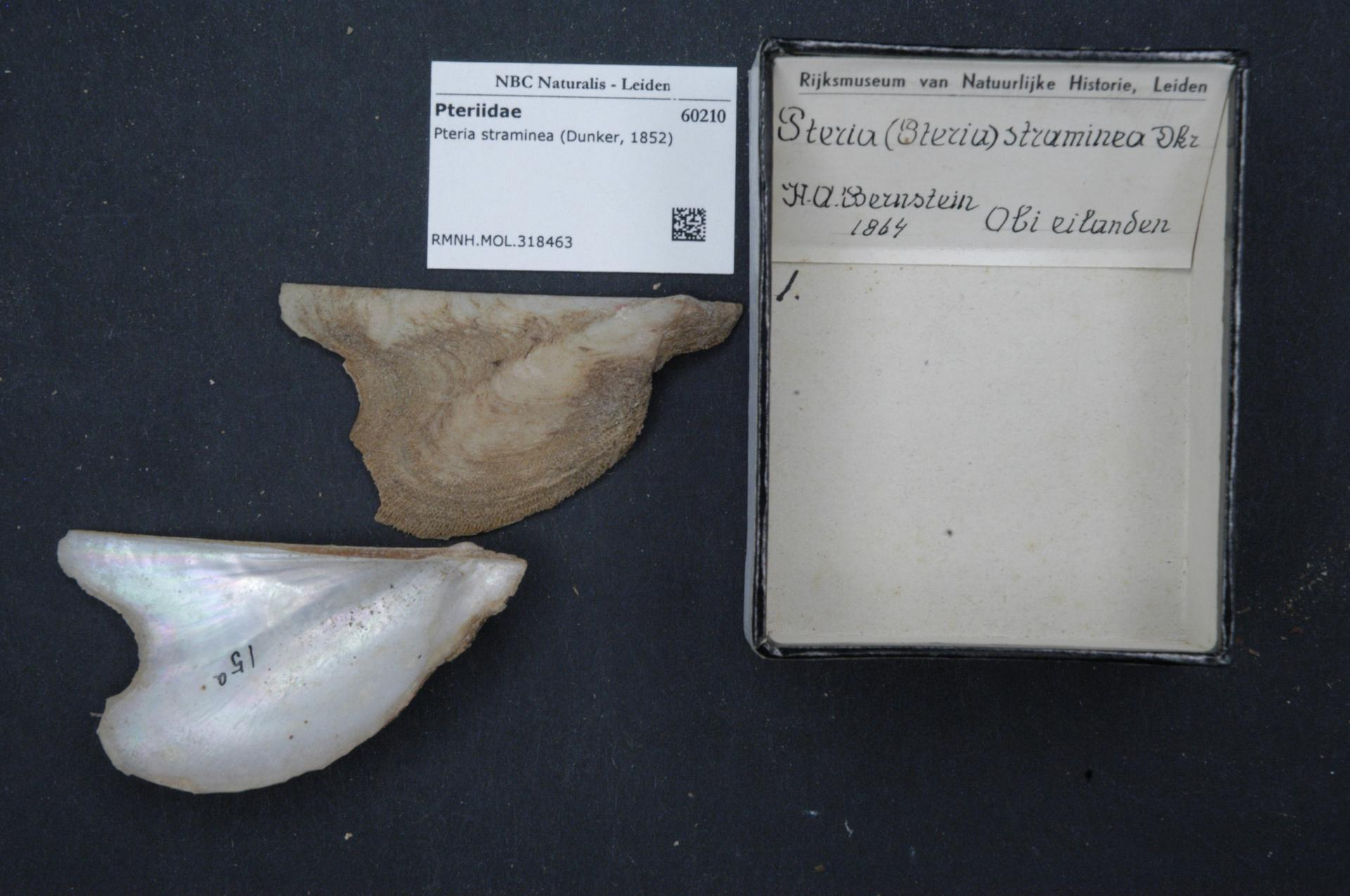
Pteria straminea
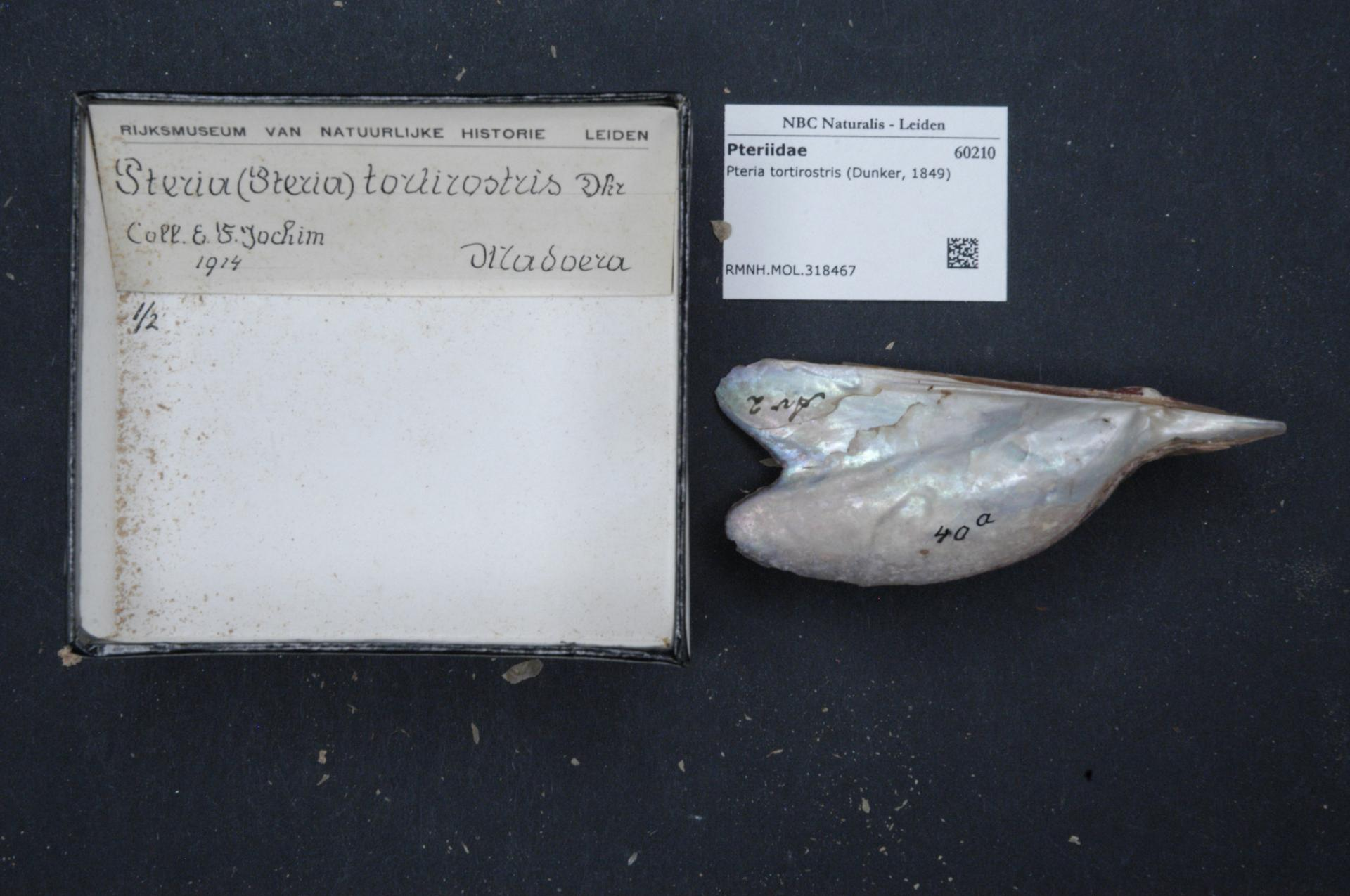
Pteria tortirostris